# Штучний дефіцит
Штучний дефіцит (також штучна нестача, штучна обмеженість) — це дефіцит предметів, товарів, або послуг, при наявній технології виробництва або обміну, що теоретично дозволяють створити необмежену, або принаймні більшу кількість продукції, ніж наразі існує. Найпоширенішими причинами штучної обмеженості є монополія на ціноутворення.

## Передумови
При капіталізмі підприємство вважається успішним і ефективним, якщо воно прибуткове. Щоб отримати максимальний прибуток, виробники можуть обмежувати виробництво та не забезпечувати максимальне використання ресурсів. Ця стратегія обмеження виробництва підприємствами для отримання прибутку в капіталістичній або змішаній економіці, відома як «створення штучного дефіциту».

## Економічні дії, що створюють штучний дефіцит
- Картелі, монополії
- Авторське право. Коли використовуються для заборони копіювання або заборони доступу до джерел. Наприклад Пропрієтарне програмне забезпечення. Програмне забезпечення Copyleft є контрприкладом (де авторське право використовується, щоб гарантувати право на копіювання та доступ до джерел).
- Патенти
- Накопичення (економіка)
- Paywall[2]